# Requiem (álbum de Korn)
Requiem es el decimocuarto álbum de estudio de la banda estadounidense de nu metal Korn. Fue lanzado el 4 de febrero de 2022 a través de Loma Vista. El álbum fue producido por Chris Collier y precedido por el sencillo principal "Start the Healing".

## Antecedentes y grabación
El primer indicio del lanzamiento de un decimocuarto álbum de estudio surgió de una entrevista eliminada desde entonces con Kerrang!, en la que se decía que el álbum estaba escrito en su totalidad en abril de 2021.. La pandemia de COVID-19 permitió un excedente de tiempo en el que se podría arreglar el álbum, aliviando las duras limitaciones de tiempo que normalmente se habrían impuesto. Según un comunicado de prensa:

"Es un álbum nacido del tiempo y la capacidad de crear sin presión. Energizada por un nuevo proceso creativo libre de limitaciones de tiempo, la banda fue capaz de hacer cosas con Requiem que las últimas dos décadas no siempre les han permitido, como tomarse más tiempo para experimentar juntos o grabar diligentemente en una cinta analógica, procesos que desenterraron una dimensión sonora y una textura nuevas en su música".

Si bien el bajista Reginald "Fieldy" Arvizu anunció una pausa después de esta entrevista, se ha confirmado que sus pistas de bajo se utilizarán en este disco.
Se publicó poca o ninguna información nueva sobre el álbum hasta principios de noviembre, en el que surgieron varios indicios crípticos hacia el lanzamiento de nuevo material, el primero de los cuales involucró varias vallas publicitarias que involucraban el logotipo de la banda impuesto sobre un fondo compuesto de estática gris. La esquina inferior derecha de estas vallas publicitarias presentaba un código QR, que conducía a un filtro de Instagram con un modelo 3D en el que se puede ver una mano humana agarrando con fuerza la cabeza de un bebé desde la parte superior. Un primer plano de este objeto es lo que se utiliza para la portada del álbum.

## Lanzamiento
El 11 de noviembre de 2021, los teasers crípticos finalmente culminaron con el lanzamiento de "Start the Healing", el primer sencillo lanzado del álbum. Junto al lanzamiento de este sencillo, también vinieron muchos detalles del álbum: la portada, en la que se revela que la cabeza del bebé ocupa un lugar destacado, la lista de canciones, con un total de nueve pistas (la menor cantidad en la discografía de estudio de la banda). y revelando que "Start the Healing" es la tercera pista, y la fecha de lanzamiento proyectada del álbum es el 4 de febrero de 2022. El álbum se puso a disposición para pre-pedido el mismo día en varios formatos, entre los que se incluye una edición limitada. vinilo plateado con un total de 1.000 copias.

## Lista de canciones
| N.º | Título                     | Duración |  |
| 1.  | «Forgotten»                | 3:17     |  |
| 2.  | «Let the Dark Do the Rest» | 3:39     |  |
| 3.  | «Start the Healing»        | 3:28     |  |
| 4.  | «Lost in the Grandeur»     | 3:50     |  |
| 5.  | «Disconnect»               | 3:26     |  |
| 6.  | «Hopeless and Beaten»      | 3:59     |  |
| 7.  | «Penance to Sorrow»        | 3:20     |  |
| 8.  | «My Confession»            | 3:34     |  |
| 9.  | «Worst Is on Its Way»      | 4:03     |  |

| Japanese deluxe edition bonus track |                |          |  |
| N.º                                 | Título         | Duración |  |
| 10.                                 | «I Can't Feel» | 3:12     |  |

## Créditos
Korn
- Jonathan Davis – voz, teclados
- James "Munky" Shaffer – guitarra
- Brian "Head" Welch – guitarra
- Reginald "Fieldy" Arvizu – bajo
- Ray Luzier – batería